# بیشه (شهر)
بیشه (به عربی: مدینة بیشة)، شهری است در کشور پادشاهی عربستان سعودی واقع در شبه جزیره عربستان. «شهر بیشه» در وادی بیشه بین مکه و نجران و در منطقهٔ عسیر واقع شده‌است، ویکی از مراکز مهم تجارتی و زراعتی منطقه‌است، و دارای یک باند فرودگاه داخلی است.
«بیشه» یکی از شهرهای قدیمی وادی بیشه در شبه جزیره عربستان است، قبائل مشهوری در این وادی زندگی می‌کرده أند، و آثارهای گوناگونی از آنها در وادی بیشه برجای مانده‌است، شهر بیشه مسکن أصلی قبائل: خشعم، وهلال و سواءة بن عامر بن صعصعة، وعقیل، والضباب و قریش بوده‌است. وادی بیشه دارای جنگلهای أنبوه وفراوانی بوده‌است، ومأوای جانوران درنده مانند:گرگ، شیر، پلنگ، کفتار، غیره بوده أست. در این مورد شاعر مشهور و جاهلی السمهری می‌سراید:
| وأنت نبَئت لیلی بالغرّیین سلّمت  |  | علّی و دونی طخفة ورجامها    |
| فان آلتی لأهدت علی نأی دارها  |  | سلاماً لمردود علیها سلامها  |
| عدید الحصی والأثل من بطن بیشة |  | وطرفائها مادام فیها حمامها |